# Liga Nacional de Fútbol Femenino (Venezuela)
La Liga Nacional Femenino de Venezuela es el torneo de mayor relevancia del fútbol femenino venezolano después de la Superliga Femenina de Fútbol, es organizado por la Federación Venezolana de Fútbol, a través de la Comisión de Fútbol Femenino.

## Historia
El primer campeonato se organizó en el 2004 con la participación de 21 equipos, siendo el primer campeón Estudiantes de Mérida, repitiendo el título al año siguiente, teniendo a la jugadora Yolimar Rojas como líder anotadora con 60 goles. En 2006, el club universitario UCAB Spirit lograría desbancar a las merideñas, al ganar la gran final en el Estadio Guillermo Soto Rosa, con un marcador de 1-5. En 2007 se coronan campeonas el Zulia FC, mientras en 2008 el club andino Fundemer (nuevo nombre de la división femenina del Estudiantes de Mérida) gana su tercer título. A partir del siguiente año, el Caracas FC entra con fuerza en el concierto femenino y obtiene cinco coronas (las primeras cuatro de forma consecutiva). En las campañas 2013 y 2015, el club Estudiantes de Guarico FC logró desbancar a las capitalinas, y así obtener sus dos primeros títulos.
Hasta 2016 Venezuela tenía una liga amateur de fútbol femenino y los contratos para las jugadoras no eran obligatorios. Ahora, con la creación de la Superliga Femenina de Fútbol en 2017, las jugadoras criollas tendrán salarios, seguro y mayor protección para desarrollar su carrera deportiva.
| Año  | Nombre                                        |
| ---- | --------------------------------------------- |
| 2004 | Liga Nacional de Fútbol Femenino de Venezuela |
| 2004 | Liga Nacional Femenino de Venezuela           |

## Sistema de competición
El campeonato se divide en dos torneos: Apertura y Clausura. A su vez, cada torneo tiene dos fases: en la primera fase, los clubes se dividen en seis grupos, integrados por seis equipos. Luego de jugar todos contra todos, los dos primeros de cada grupo clasificarán a la segunda etapa, de tipo eliminatorio. Juegan así tres rondas eliminatorias hasta decidir la final. 
Las campeonas de la temporada se decide en una final que enfrenta al campeón del Apertura y el Clausura, excepto que un mismo equipo se corone en ambos torneo, la cual implicaría el campeonato automático.

## Participantes Temporada 2019
La temporada 2019 inicia el 11 de mayo con la participación de 16 equipos; la distribución se hizo en cuatro grupos. 
| Club                   | Ciudad         | Entrenador | Estadio                          |
| ---------------------- | -------------- | ---------- | -------------------------------- |
| Dynamo Puerto          | Puerto La Cruz |            | Estadio Francisco Massiani       |
| Metropolitanos FC      | Caracas        |            |                                  |
| Estudiantes de Caracas | Caracas        |            | Cancha Universidad Metropolitana |
| Cervantes              | El Tigre       |            |                                  |
| Yaracuyanos FC         | San Felipe     |            | Comp. Dep. La Fábrica            |
| Portuguesa FC          | Araure         |            |                                  |
| Petroleros del Zulia   | Maracaibo      |            |                                  |
| UCV FC                 | Caracas        |            | Olímpico de la UCV               |
| Estudiantes de Guárico | Calabozo       |            | Alfredo Simonpietri              |
| Atlético SC            | Guarenas       |            | Oropeza Castillo                 |
| Macarao FC             | Caracas        |            | La Gran Parada                   |
| Casa Portuguesa        | Maracay        |            | Casa Portuguesa                  |
| Deportivo Petare       | Caracas        |            | Comp. Dep. Fray Luis de León     |
| Raúl Leoni FC          | S.F. de Apure  |            | Polideportivo San Fernando       |
| HG Valencia            | Valencia       |            |                                  |
| GV Maracay             | Maracay        |            |                                  |

## Palmarés
| Temporada | Campeón                | Director Técnico         |
| --------- | ---------------------- | ------------------------ |
| 2004      | Estudiantes de Mérida  | Ivan Maldonado           |
| 2005      | Estudiantes de Mérida  | Ivan Maldonado           |
| 2006      | UCAB Spirit            | Rolando Bello            |
| 2007      | Zulia                  |                          |
| 2008      | Fundemer               | Gerardo "Lala" Contreras |
| 2009      | Caracas                | Enzo Tropiano            |
| 2010      | Caracas                | Enzo Tropiano            |
| 2011      | Caracas                | Enzo Tropiano            |
| 2012      | Caracas                | Enzo Tropiano            |
| 2013      | Estudiantes de Guárico | Omar Ramírez             |
| 2014      | Caracas                | Enzo Tropiano            |
| 2014-15   | Estudiantes de Guárico | Omar Ramírez             |
| 2016      | Estudiantes de Guárico | Omar Ramírez             |
| 2017      | ACD Lara               | Crelys Liscano           |
| 2018      | Arroceros de Calabozo  | Aquiles Guillen          |
| 2019      | Deportivo Petare       | Monica Giraldo           |

### Palmarés Apertura y Clausura
| Temporada | Campeón                | Subcampeón             | Título Apertura        | Título Clausura        |
| --------- | ---------------------- | ---------------------- | ---------------------- | ---------------------- |
| 2012-13   | Estudiantes de Guárico | Caracas                | Estudiantes de Guárico | Estudiantes de Guárico |
| 2013-14   | Caracas                | Estudiantes de Guárico | Caracas                | Estudiantes de Guárico |
| 2014-15   | Estudiantes de Guárico | Deportivo Anzoátegui   | Estudiantes de Guárico | Estudiantes de Guárico |
| 2016      | Estudiantes de Guárico | Flor de Patria         | Estudiantes de Guárico | Flor de Patria         |
| 2017      | ACD Lara               | Real Amistad           | ACD Lara               | ACD Lara               |
| 2018      | Arroceros de Calabozo  | Dynamo Puerto La Cruz  | Dynamo Puerto La Cruz  | Arroceros de Calabozo  |
| 2019      | Deportivo Petare       | Dynamo Puerto La Cruz  | Deportivo Petare       | Deportivo Petare       |

## Títulos por clubes
- Un total de 9 clubes han obtenido al menos un título en el fútbol femenino venezolano.

| Club                   | Títulos | Subtítulos | Años campeón                                |
| ---------------------- | ------- | ---------- | ------------------------------------------- |
| Caracas                | 5       | 1          | 2008-09, 2009-10, 2010-11, 2011-12, 2013-14 |
| Estudiantes de Guárico | 3       | 1          | 2012-13, 2014-15, 2016                      |
| Estudiantes de Mérida  | 2       | 0          | 2003-04, 2004-05                            |
| ACD Lara               | 1       | 0          | 2017                                        |
| Arroceros de Calabozo  | 1       | 0          | 2018                                        |
| Zulia                  | 1       | 0          | 2006-07                                     |
| UCAB Spirit            | 1       | 0          | 2005-06                                     |
| Fundemer               | 1       | 0          | 2007-08                                     |
| Deportivo Petare       | 1       | 0          | 2019                                        |
| Deportivo Anzoátegui   | 0       | 1          |                                             |
| Flor de Patria         | 0       | 1          |                                             |
| Real Amistad           | 0       | 1          |                                             |
| Dynamo Puerto La Cruz  | 0       | 1          |                                             |